# 64-й резервний корпус (Третій Рейх)
{Otheruses|64-й корпус}}
LXIV-й (64-й) резервний ко́рпус (нім. LXIV. Reservekorps) — резервний корпус Вермахту, що виконував завдання охорони тилу німецьких військ за часів Другої світової війни. 5 серпня 1944 переформований на 64-й армійський корпус.

## Історія
LXIV-й резервний корпус сформований 11 вересня 1942 з військ резерву VIII військового округу в Бреслау. До 2 жовтня 1942 формування корпусу й командування були передислоковані до центральної Франції з розміщенням штаб-квартири корпусу у місті Діжон. Головним завданням резервного корпусу визначалося навчання особового складу новобранців для резервних дивізій, що розгорталися на території Франції, а також одночасне приготування військових резервів для військових операції й паралельно завдання охорони важливих об'єктів тилу на території окупованої Франції. Корпус перебував під безпосереднім підпорядкуванням Головнокомандувача резервної армії (BDE), й оперативно підкорявся Головнокомандувачу військ Вермахту на Заході.
Резервні дивізії, що входили до складу корпусу, дислокувалися уздовж демаркаційної лінії до швейцарського кордону відповідно:
- 157-ма резервна дивізія у Безансоні
- 165-та резервна дивізія у Діжоні
- 182-га резервна дивізія в Нансі.

11 листопада 1942, незабаром після висадки союзних військ у Північній Африці, корпус разом з формуваннями 7-ї армії генерала Ф. Долльмана брав участь в окупації вільної Французької зони.
Штабом корпусу підготовлена та відправлена на Східний фронт 355-та піхотна дивізія, що вирушила на передову у травні 1943 року. 12 вересня 1943, у зв'язку з капітуляцією Італії у війні, частини корпусу роззброїли італійську 5-ту альпійську дивізію «Пустерія».
До червня 1944 64-й резервний корпус продовжував ведення активних антипартизанських дій, інтенсивність яких значно зросла у передбаченні вторгнення союзних військ до Франції. З початком висадки англо-американських військ у Нормандії, корпус був передислокований на північ, у район західніше річки Сени. 5 серпня 1944 з активізацією бойових дій на Західному фронті переформований на 64-й армійський корпус.

## Райони бойових дій
- Німеччина (вересень — жовтень 1942);
- Центральна та Південна Франція (жовтень 1942 — серпень 1944).

## Командування

### Командири
- генерал-лейтенант, з 1 жовтня 1942 генерал інженерних військ Карл Закс (нім. Karl Sachs) (11 вересня 1942 — 5 серпня 1944).

### Підпорядкованість
| Час          | Армія       | Група армій                           | Штаб    |
| ------------ | ----------- | ------------------------------------- | ------- |
| 1942         |             |                                       |         |
| 11 вересня   | —           | Головнокомандування Вермахту «Резерв» | Бреслау |
| 19 листопада | z. Vfg.     | Група армій «D»                       | Діжон   |
| 1943         |             |                                       |         |
| 1 січня      | —           | Група армій «D»                       | Діжон   |
| 1944         |             |                                       |         |
| 1 січня      | —           | Група армій «D»                       | Діжон   |
| 27 січня     | —           | Група армій «B»                       | Діжон   |
| Червень      | 15-та армія | Група армій «B»                       |         |
| Липень       | 1-ша армія  | Група армій «G»                       |         |

## Бойовий склад 64-го резервного корпусу
Формування управління, забезпечення та підтримки
- 464-та корпусна рота зв'язку (Nachrichten-Kompanie 464).

- 148-ма резервна дивізія (148. Reserve-Division);
- 157-ма резервна дивізія (157. Reserve-Division);
- 158-ма резервна дивізія (158. Reserve-Division);
- 165-та резервна дивізія (165. Reserve-Division).

- 157-ма резервна дивізія;
- 165-та резервна дивізія;
- 182-га резервна дивізія (182. Reserve-Division).

- 165-та резервна дивізія;
- 182-га резервна дивізія;
- 20-та швидка бригада (Schnelle Brigade 20);
- 30-та швидка бригада (Schnelle Brigade 30);
- 4-й резервний загін розвідки (Reserve-Beobachtungs-Abteilung 4);
- 44-й резервний загін розвідки (Reserve-Beobachtungs-Abteilung 44);
- 276-й резервний загін зенітної артилерії (Reserve-Heeres-Flakartillerie-Abteilung 276);
- 278-й резервний загін зенітної артилерії (Reserve-Heeres-Flakartillerie-Abteilung 278).